# Geography Markup Language
Geography Markup Language (GML)はOpen Geospatial Consortium (OGC)によって開発された地理的特徴を表現する XMLベースのマークアップ言語である。
GMLは地理情報システムやインターネット上で地理情報を交換するフォーマットとして使用されている。
GML 3.2.1はISO/TC 211（地理情報の標準化を所管する国際標準化機構(ISO)の第211専門委員会）によってISO 19136として標準化されており、日本においてもISO 19136を基にJIS X 7136「地理情報－地理マーク付け言語（ＧＭＬ）」として日本工業規格化されている。
日本における組織的・体系的なGMLの実装例としては、平成20年4月から国土地理院が提供している基盤地図情報がある。